# Euptilon ornatum
Euptilon ornatum is een insect uit de familie van de mierenleeuwen (Myrmeleontidae), die tot de orde netvleugeligen (Neuroptera) behoort. 
Euptilon ornatum is voor het eerst wetenschappelijk beschreven door Drury in 1773.